# Благоевград
Благо́евград — город в юго-западной Болгарии, административный центр Благоевградской области и общины Благоевград.
Прежние названия: Горна Джумая, Скаптопара. Нынешнее название — в честь Димитра Благоева, основателя (1891) и лидера Болгарской социал-демократической (позже рабочей социал-демократической, коммунистической, социалистической) партии.
В городе расположены известный табачный комбинат, пивной завод «Пиринско пиво», университет «св. Неофит Рильский» и «Американский университет в Болгарии». Город находится недалеко от Сербии, Греции, Македонии, также из города легко добраться до Софии, она находится на 102 км севернее. Через Благоевград проходит автомагистраль Струма (E 79) и железная дорога, связывающая Грецию с Европой, европейский транспортный коридор 4. Население — около 76 тыс. жителей.

## География
Город находится в гористой местности, в долине реки Струма. Через город протекает река Бистрица. Город находится в прекрасных природных условиях: множество минеральных источников, мягкий центрально-средиземноморский климат, буйные горные леса и две известные реки.

## История
Благоевград сегодня областной центр с богатой историей, находится в 100 км на юг от Софии, в Благоевградской котловине на 360 м над уровнем моря. На юго-восток от него горный массив Пирин, на восток Рила, а на запад — Влахина гора. Благоприятные условия способствуют зарождению здесь фракийской цивилизации ок. 300 г. до н. э. Минеральные источники становятся центром поселения фракийцев, которое потом привлечёт внимание римлян. Известно и название этого поселения — Скаптопара. С приходом славян жизнь здесь угасает, а данные по последующим векам отсутствуют.
После османского нашествия в XV веке город неоднократно менял названия — Дюма Базари, Дюма, Орта Дюма, Джумая, Горна Джумая. Как бы ни назывался город, в нём всегда проживало многочисленное мусульманское население. К христианскому периоду относится легенда о крестьянине из села Марулево, у которого больной конь излечился с помощью минеральных источников.
Во времена болгарского возрождения на восточном берегу Благоевградской Бистрицы, была построена болгарская часть города — Вароша. Жители города добились султанского фирмана на постройку церкви. Эта церковь Успения Богородицы была освящена в 1844 году, а через 50 лет достроена и расписана. В Вароше находится дом болгарского революционера, участника освободительного движения Георгия Измирлиева — Македончик.
В 1845 году российский славист Виктор Григорович посетил город и написал: «…оставив село Семитлия, вступил в долину, на которой красуется городок Джумая на реке Струме. Ночь провел я у гостеприимных жителей его. Джумая имеет одну церковь во имя Введения Пресвятыя Богородицы и небольшое болгарское училище».
В 1866 году основана городская библиотека. В работе 1900 года Васила Кынчева «Македония. Этнография и статистика», указано, что город населяли 1250 болгар 4 500 турок, 60 греков, 250 валахов, 180 евреев и 200 цыган.
В 1912 году ходе Первой Балканской войны Пиринский край был освобождён от османского владычества. В последующие годы из-за войн происходят значительные миграции населения из Эгейской и Вардарской Македонии, постепенно улучшается инфраструктура города (проводится канализация и т. д.). В 1913 году, в ходе Второй Балканской войны, город был дважды занят греческой армией (см. Сражение в Кресненском ущелье). В 1919 году сюда переезжает Салоникская гимназия, сегодня национальная гуманитарная гимназия «Св. Кирилл и Мефодий». Открываются 2 школы — первоначально прогимназия, Земледельческая гимназия. Строится Археологический музей.
В 1919 году началось издание первой газеты «Македонская слеза». В ноябре 1921 года в Горную Джумаю прибыли часть военных из числа Белой Армии, переправившейся из Крыма в Галлиполи в 1920 году, известное как Галлиполийское сидение. Курсанты военных училищ в Горной Джумае выпускали бумажную газету, благодаря которой остались письменные свидетельства о событиях гражданской войны и вышла одна из самых достоверных книг на болгарском языке "Серая шинель". Вместе с курсантами был в Болгарии Иван Булгаков, родной брат известного писателя Михаила Булгакова.  
Летом 1923 года в современном городском саду проходит первая демонстрация фильма братьями Рожен. После 1925 года начинается благоустройство города. В 1926 году заложен первый камень сегодняшней библиотеки, тогда же архитектурно оформляется площадь «Македония» и прилегающие к ней улицы.
На месте современного «Золотого цыплёнка» раньше находился отель «София». В 20-е годы существовал отель «Лондон» напротив современного «Космос», а также отель «Пирин» на одной улице. Первые автомобили появились в 1928 году, но были только у самых богатых торговцев и фирм.
До 1929 года в Джумае не было электричества, лишь отдельные дома и улицы освещались фонарями. Осенью 1929 года подведение к городу электричества было всенародно отпраздновано на городской площади. Частные дома были электрифицированы в последующие 10 лет.
В 1934 году был проведён водопровод, до этого воду брали из колодцев. Сначала подключались улицы, только потом отдельные дома.
Также, в 1934 году был построен городской стадион.
В 1937 году открылся вокзал, связывающий Горну Джумаю с Дупницой, что было вновь отпраздновано с всенародным весельем.
Мэрия в те годы находилась в современном кафе «Плаза».
В 1950 году Горна Джумая переименована в Благоевград, в честь видного болгарского коммуниста Димитра Благоева. В 1954 году к городу присоединено село Грамада, а в 1973 году — и село Струмско. За удивительно короткое время, известное как «строительная эпоха», к концу 1980-х Благоевград буквально преобразился: обустроен новый центр, преображены административные здания; заменена канализация; построены здание Юго-западного университета и будущего (с 1991 года) Американского университета, здание мэрии, поликлиника; строится площадь «Георги Измирлиев», созданы фонтаны.

## Население
| Год     | 1934  | 1946  | 1956  | 1965  | 1975  | 1985  | 1992  | 2001  | 2011  |
| ------- | ----- | ----- | ----- | ----- | ----- | ----- | ----- | ----- | ----- |
| Жителей | 11145 | 16007 | 22826 | 34177 | 50023 | 65065 | 71476 | 71144 | 70881 |

| Национальность  | Человек | Процент |
| --------------- | ------- | ------- |
| болгары         | 62674   | 95,59%  |
| турки           | 123     | 0,19%   |
| цыгане          | 1813    | 2,77%   |
| другие          | 684     | 1,04%   |
| не определились | 271     | 0,41%   |
| Всего ответов   | 65565   |         |

|  |

## Образование
- Юго-западный университет «Неофит Рильский»
- Американский университет в Болгарии
- Технический колледж
- Туристический колледж

## Религия
Благоевград принадлежит в церковно-административном отношении к Неврокопской епархии с центром в гор. Гоце Делчев. Центр архиерейского наместничества.
Православные храмы:
- «Успения Богородицы» — кв. Вароша
- «Св. Димитр» — кв. Струмско
- «Св. архангел Михаил» — кв. Еленово

## Спорт
В городе базируется клуб ПФГ «А» Пирин.

## Памятники

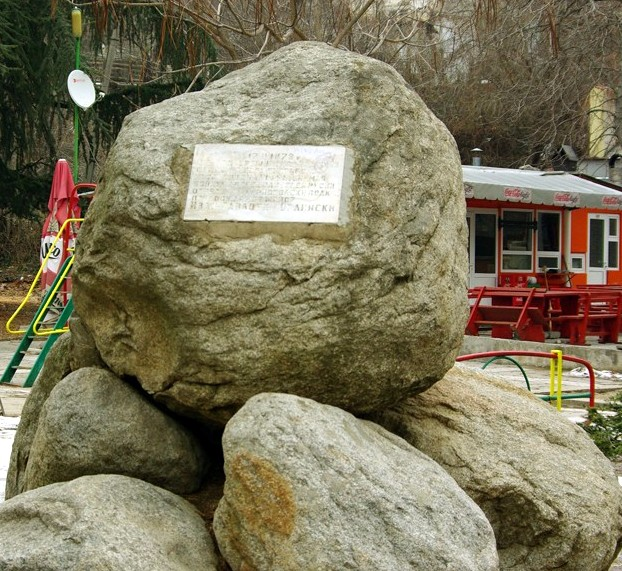
Памятная доска в честь встречи русских освободительных войск 12 февраля 1878 года

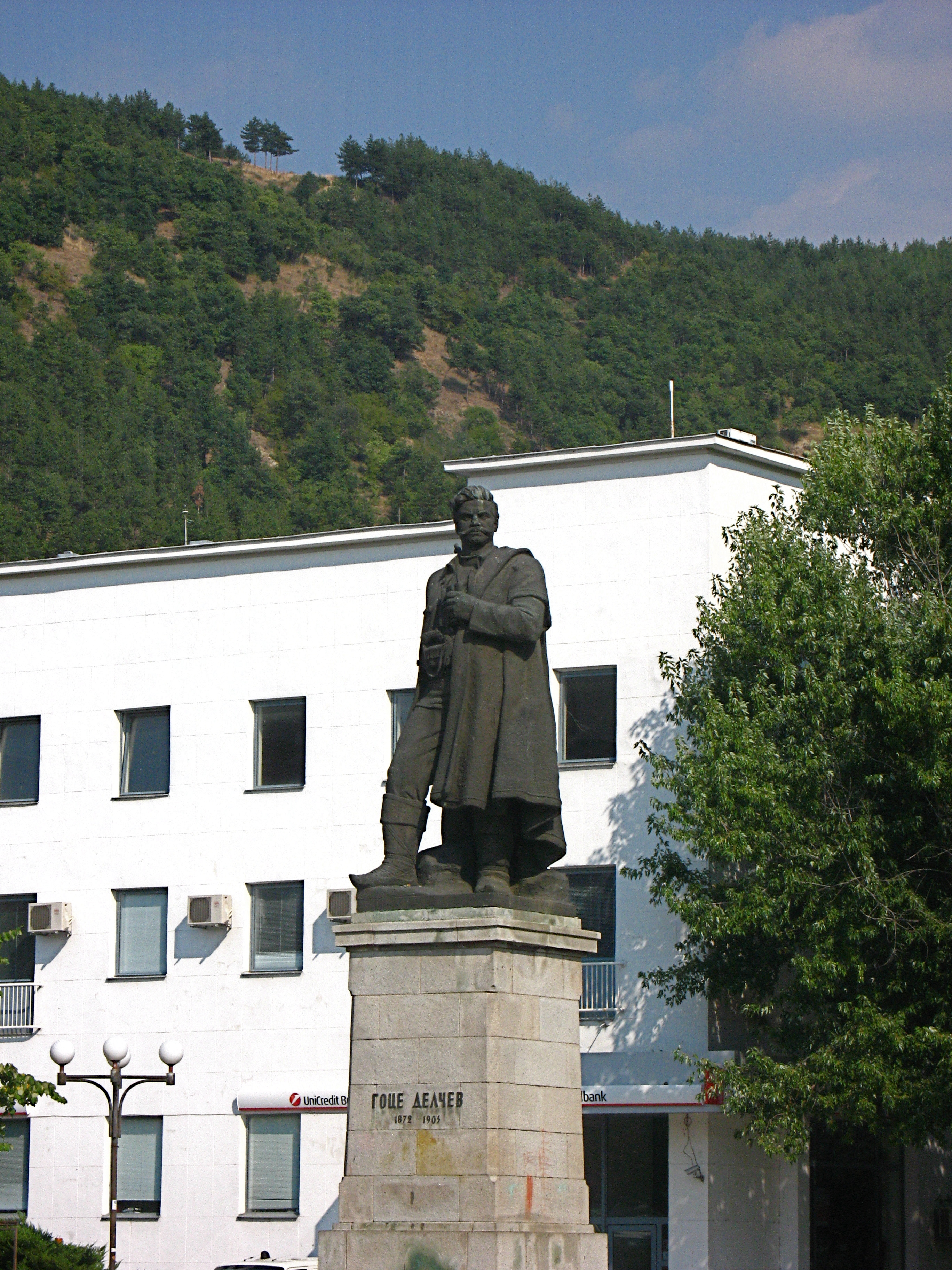
Памятник болгарского революционера Гоце Делчева

- Надгробие майора Ивана Павловича Орлинского из 4-го гусарского Мариупольского полка, умершего в 1879 году.
- Памятная доска в честь встречи русских освободительных войск 12 февраля 1878 года.

## Города-побратимы
- Батуми (груз. ბათუმი), Грузия
- Делчево (макед. Делчево), Северная Македония
- Нагасаки (яп. 長崎市), Япония
- Оберн, Алабама, США
- Салоники (греч. Θεσσαλονίκη), Греция
- Секешфехервар (венг. Székesfehérvár), Венгрия
- Серре (итал. Serre), Италия
- Скопье (макед. Скопје), Северная Македония (2006)
- Уральск, Казахстан.